# 胡璉 (正德進士)
胡璉（1478年—1524年），字重器，江西承宣布政使司臨江府新喻縣（今江西省新余縣）人，明朝政治人物，正德辛未進士。嘉靖初年官至刑部郎中，大禮議事件中在左順門哭諫，廷杖傷重身亡。

## 生平
弘治十四年（1501年）辛酉科江西鄉試第二十六名。正德六年（1511年）辛未科進士。明武宗南巡之爭中，因進諫反對而受杖刑。
嘉靖初年，官至刑部湖廣司郎中。大禮議事件中，因參與左順門群臣進諫，受杖而亡。

## 家族
曾祖父胡周紀；祖父胡象震；父親胡仁量。母錢氏。严侍下。弟理、珊、珮、琳。